# Кръста (град)
Кръста (на албански: Krastë) е малък град в област Дибър, Източна Албания. С население от 2142 души, той е център и единствен град на общинска единица Мартанеш. При реформата на местното самоуправление през 2015 г. става част от община Булкиза. Разположен на плато, на 1100 m надморска височина, това е най-високият град в Албания. Кръста е основан като нов миньорски град през 1970 г., най-вече за експлоатацията на хромна руда от мината Батра.

## Население
Първите граждани се заселват в новосъздадения град Кръста през 1974 г. През 2005 г. населението на Кръста е 1540 души. Към 2011 г. в Кръста живеят 2142 жители в 477 семейства. Това представлява 82% от общото население на община Мартанеш от 2601 жители, разпределени в 658 семейства. Въпреки лекото увеличение на населението в града, мнозинството жители на района са емигрирали в чужбина.

## Външни пратки
- Център на град Кръста (ПАНОРАМИО)
- Изглед към града от мина Кръста (ПАНОРАМИО)

|  | Тази страница частично или изцяло представлява превод на страницата Krastë, Dibër в Уикипедия на английски. Оригиналният текст, както и този превод, са защитени от Лиценза „Криейтив Комънс – Признание – Споделяне на споделеното“, а за съдържание, създадено преди юни 2009 година – от Лиценза за свободна документация на ГНУ. Прегледайте историята на редакциите на оригиналната страница, както и на преводната страница, за да видите списъка на съавторите. ВАЖНО: Този шаблон се отнася единствено до авторските права върху съдържанието на статията. Добавянето му не отменя изискването да се посочват конкретни източници на твърденията, които да бъдат благонадеждни. |